# Кропочев, Иван Алексеевич
Иван Алексеевич Кропочев (29 сентября 1980 года, Таяты, СССР — 9 января 2000 года, близ села Цоци-Юрт, Чечня) — младший сержант внутренних войск Министерства внутренних дел Российской Федерации, боец отдельного отряда специального назначения Приволжского округа внутренних войск МВД России. Участник Второй чеченской войны, погиб в ходе столкновения с боевиками у села Цоци-Юрт при движении его бронетранспортёра в составе колонны по маршруту Аргун — Гудермес. Герой Российской Федерации (2000, посмертно).

## Биография
Родился 29 сентября 1980 года в селе Таяты Каратузского района Красноярского края в семье Алексея Ивановича и Василисы Сафроновны Кропочевых. Окончил Таятскую основную школу.
18 ноября 1998 года был призван в ряды внутренних войск МВД России Каратузским районным военкоматом. Службу проходил в Приволжском округе внутренних войск. С 10 августа 1999 года был командирован на Северный Кавказ для участия в военных действиях в составе отряда специального назначения в Дагестане, а затем в Чечне.
15 августа Кропочев в составе группы прикрывал отход попавшей под обстрел на севере села Карамахи разведгруппы. 8 сентября в составе штурмовой группы вступил в бой с боевиками и тем самым обеспечил группе занятие юго-западных окраин села. За это командование наградило Кропочева медалью «За отвагу».
В период с 1 по 9 января 2000 года Иван Кропочев неоднократно участвовал в проведении спецопераций на территории Гудермесского, Шалинского и Шелковского районов Чечни.

### Подвиг
9 января 2000 года в составе третьей группы специального назначения Кропочев убыл на выполнение специального задания по сопровождению автоколонны по маршруту Аргун — Гудермес. У села Цоци-Юрт головной БТР колонны подвергся обстрелу. Командир группы старший лейтенант Е. А. Ерошин принял решение возвращаться. Бронетранспортёр, в котором находился старший стрелок младший сержант Кропочев, пошёл первым, за ним двинулась колонна.
На головную машину обрушился плотный огонь противника. Свернув с дороги, БТР двинулся на позиции боевиков, ведя прицельную стрельбу из всех видов оружия, находящегося у личного состава, тем самым вызвал огонь на себя, давая колонне возможность уйти. Бронетранспортёр был подбит двумя попаданиями из гранатомёта и загорелся, Кропочев получил ранения в бедро и живот. Несмотря на это, он помог покинуть машину раненым сержанту К. С. Палояну и рядовому В. А. Марченко, но сам выбраться из машины уже не смог из-за шквального огня боевиков.
Из горящей машины Иван вёл огонь по боевикам, дав возможность раненым товарищам отойти на безопасное расстояние. После того, как закончились боеприпасы, Кропочев, чтобы не сдаваться в плен, подпустил противника вплотную к БТР и взорвал себя гранатой.
Тело Кропочева было доставлено в село Таяты Каратузского района и похоронено на местном кладбище.
Указом Президента Российской Федерации № 1667 от 17 сентября 2000 года Кропочеву было посмертно присвоено звание Героя Российской Федерации. Медаль «Золотая Звезда» и грамоту о присвоении звания Героя России родителям Ивана вручил в Новосибирске лично министр внутренних дел Российской Федерации В. Б. Рушайло. Вместе с этим, семье Кропочева был подарен цветной телевизор.

## Награды
- Герой Российской Федерации (Указ Президента Российской Федерации от 17 сентября 2000 года, медаль «Золотая Звезда»; посмертно)[3][5]
- медаль «За отвагу»[3]

## Память
Имя Кропочева навечно занесено в списки личного состава подразделения войсковой части № 7463 Приволжского военного округа внутренних войск МВД России, в которой он служил.
В 2001 году имя Кропочева было присвоено основной общеобразовательной школе села Таяты.